# Tomášovce (powiat Rymawska Sobota)
Tomášovce (węg. Balogtamási) – wieś (obec) na Słowacji położona w kraju bańskobystrzyckim, w powiecie Rymawska Sobota. Pierwsze wzmianki o miejscowości pochodzą z roku 1405. 
Według danych z dnia 31 grudnia 2012, wieś zamieszkiwało 195 osób, w tym 102 kobiety i 93 mężczyzn.
W 2001 roku rozkład populacji względem narodowości i przynależności etnicznej wyglądał następująco:
- Słowacy – 13,88%
- Czesi – 0,48%
- Romowie – 6,7%
- Węgrzy – 74,16%

Ze względu na wyznawaną religię struktura mieszkańców kształtowała się w 2001 roku następująco:
- Katolicy rzymscy – 46,89%
- Ewangelicy – 4,31%
- Ateiści – 1,91%
- Nie podano – 6,22%